# Накаре-Чіян
Накаре-Чіян (перс. نقاره چيان) — село в Ірані, у дегестані Руд-Піш, у Центральному бахші, шагрестані Фуман остану Ґілян. За даними перепису 2006 року, його населення становило 25 осіб, що проживали у складі 8 сімей.